# Белая Церковь (метеорит)
Бе́лая Це́рковь (Belaia Tserkov) — каменный метеорит, хондрит обыкновенный. Один экземпляр с первоначальным весом около 9,2 килограмма; сохранилось 1,826 кг (АН УССР). Найден около села Блощинцы Белоцерковского района Киевской области. Упал в 1796 году. Назван по райцентру — городу Белая Церковь.